# 2884 Редіш
2884 Редіш (2884 Reddish) — астероїд головного поясу, відкритий 2 березня 1981 року.
Тіссеранів параметр щодо Юпітера — 3,194.